# 霍德烤鸭店
霍德烤鸭店，全称为乌鲁木齐霍德实业有限公司霍德烤鸭店。是新疆首家北京烤鸭店，于1986年开门营业。霍德烤鸭店现为新疆老字号，以其“皮脆肉嫩，肥而不腻”的北京烤鸭为其特色，亦会烹饪中国大陆南北大菜。
霍德烤鸭店现有两家门店，总店位于乌鲁木齐市沙依巴克区长江路。节假日时，两家门店可销售数百只烤鸭。

## 店名与门店
因霍德烤鸭店创始人李牧曾从事外贸活动，常往返于中国霍尔果斯口岸与乌克兰胡蒂爾-米哈伊利夫斯基之间，“霍德”取两地地名首字组合而成。
霍德烤鸭店现有两家门店，分别为坐落在乌鲁木齐市沙依巴克区长江路的长江路总店和水磨沟区南湖路的南湖店。（截止2022年6月）

## 餐厅历史
20世纪80年代，年逾六十的李牧选择了创业。1986年，他先尝试开办新疆维吾尔自治区水利厅餐厅，后又承包新疆木材厂位于长江路商贸城的西雅（亚）餐厅，也就是霍德烤鸭店的前身。为拓展生意，李牧决定以北京烤鸭为餐厅特色经营，特聘在北京学习烤鸭技艺的青年为厨师。1986年8月开始，卖出第一只烤鸭，店名后被定为“北京烤鸭店”。“北京烤鸭店”店面不大，初期经营并不顺利。李牧通过不断更新设备、扩大橱窗等措施，加之利用摊位向市民推销烤鸭，逐渐店里有了固定食客，生意开始好转。
1998年，中国大陆的国有企业改革成为趋势，新疆饭店与李牧合作创办经营面积2500平方米的烤鸭总店。李牧也在这一年将“霍德”注册成为商标，并注册成立“乌鲁木齐霍德实业有限公司霍德北京烤鸭店”。11月，霍德北京烤鸭总店开门营业。世纪之交，霍德北京烤鸭店通过扩大店面、开办KTV等方式扩大经营。2003年，新疆维吾尔自治区烹饪协会确定霍德北京烤鸭店为“新疆餐饮名店”。2013年，霍德北京烤鸭店更名为“乌鲁木齐霍德实业有限公司霍德烤鸭店”。2014年10月，乌鲁木齐餐饮服务协会为霍德烤鸭店授“乌鲁木齐餐饮老字号”牌。2024年2月，新疆维吾尔自治区商务厅公布首批新疆老字号企业，乌鲁木齐霍德实业有限公司霍德烤鸭店位列其中。另外，霍德烤鸭也是中国全国酒家酒店等级评定委员会确定的四钻酒家。

## 制作技艺

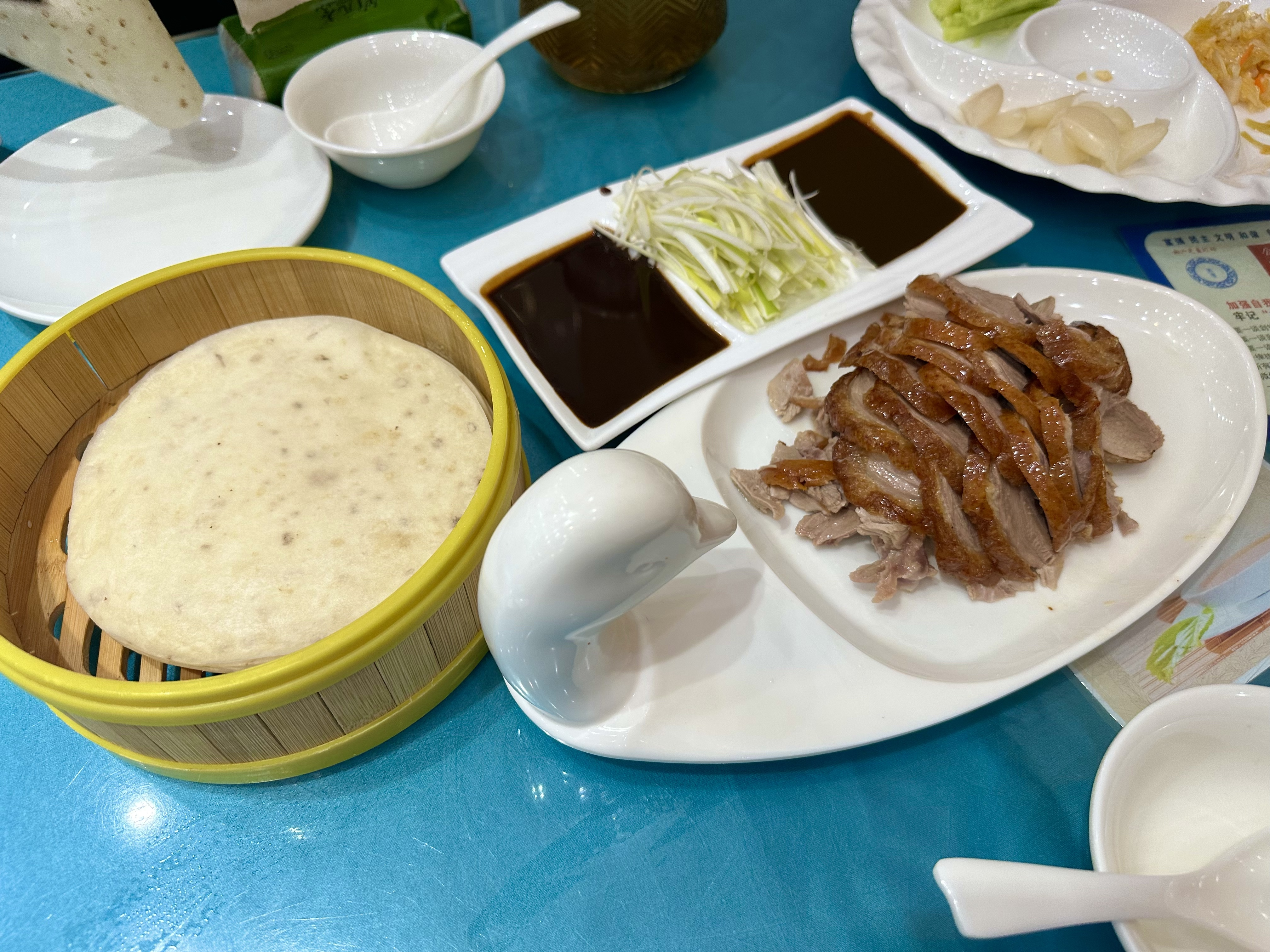
乌鲁木齐的霍德烤鸭为焖炉烤鸭

霍德烤鸭传承自便宜坊焖炉烤鸭。所选鸭坯是在北京饲养的填鸭，鸭坯在北京宰杀、处理后，通过冷冻专列运抵新疆。进店后，鸭坯经过选料、腌制后，先通过风扇烘干水渍，再进入烤炉烤制。烤制过程中关闭炉门，凭借烤鸭师经验控制炉温，以确保烤鸭表皮终成枣红色。每只烤熟的烤鸭重量在1.3千克到1.8千克之间。片烤鸭肉时，鸭肉片大小、厚薄均匀，或片为杏仁状；或片为柳叶刀状；或皮肉分开。一般趁热先片鸭胸、腹部；其次从脖颈处片鸭。佐料包括大蒜、大葱、黄瓜条及荷叶饼、特制面酱。霍德烤鸭根据新疆本地人口味，创新推出用小米辣、美人椒制作出的辣酱蘸食烤鸭。